# Église Notre-Dame-de-l'Assomption de Villiers-le-Bâcle
L'église Notre-Dame-de-l'Assomption de Villiers-le-Bâcle est une église du diocèse d'Evry, située dans la commune de Villiers-le-Bâcle, dans le département de l’Essonne, en France. Elle est dédiée à Notre-Dame de l'Assomption, et une chapelle Saint-Louis y est consacrée depuis le XIVe siècle.

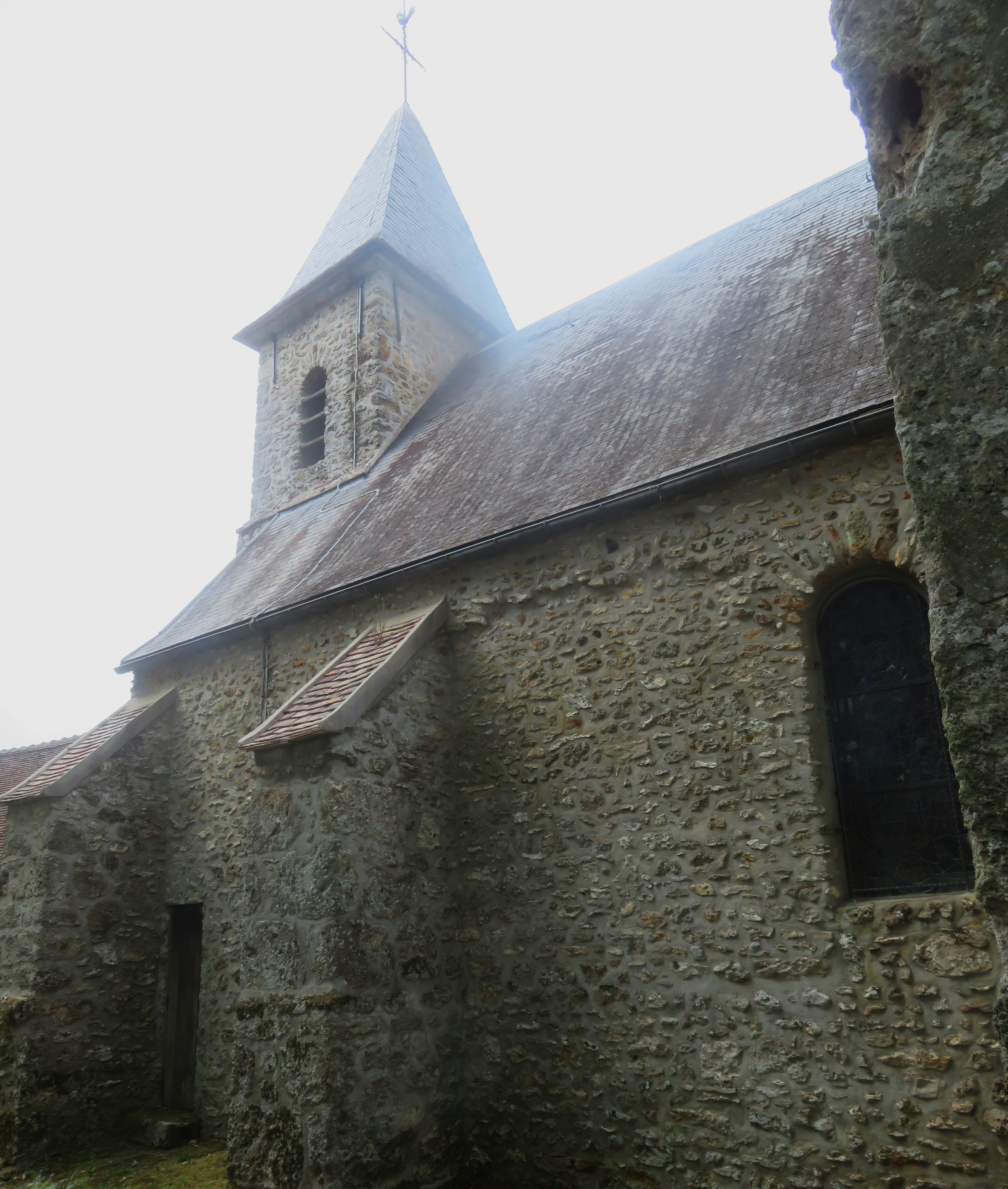
église de Villiers-le-Bâcle. Côté

## Description
L'église est située non loin de la place principale du village, encerclée par une ferme et le parc du château de Villiers, datant du XVIIe siècle. Elle est entourée par le cimetière communal.

## Histoire

### L'édifice
Construite au cours du XIIIe siècle, l'église est détruite lors de la Guerre de Cent Ans. Une chapelle Saint-Louis est signalée dès le XIVe siècle. En 1462, il ne reste que le clocher, et l'office est déplacé dans la commune voisine, à Gif-sur-Yvette. Ce n'est qu'à la fin du XVe siècle que l'église est reconstruite et que les offices reprennent.
Le bâtiment est remanié au XVIIe siècle, sous l'impulsion de Michel Lucas, châtelain de Villiers, qui fait également construire le château Louis XIII situé à côté de l'église. De cet édifice, subsiste le clocher,, et une grosse partie du bâti.
Au XVIIIe siècle sont installés trois nouveaux vitraux (du cycle de la Vierge) et une chaire en bois sculptée (inscrite à l'inventaire des monuments historiques). La chapelle Saint-Louis, communiquant avec le château, est reconstruite aux frais de Dame Anjorrant de Tracy et consacrée en 1780.
Le reste de la décoration de l'église semble avoir subi les dommages de la Révolution française et le sol recouvert des pierres tombales des Seigneurs de Villiers disparaît.
Au XIXe siècle, les murs sont rebâtis en pierre meulière, typique de la région. Le curé Georges Scott termine les peintures de l'abside en 1884, achevant la restauration de l'église qui a commencé en 1845.
Enfin, une dernière restauration a eu lieu entre 1993 et 1996, pour raviver les couleurs des fresques de la nef et de l'abside et habiller les murs de boiseries. C'est au cours de cette restauration que la commune rachète une portion de terrain au propriétaire du château de Villiers, Yves Lecoq, afin de pouvoir faire le tour du bâtiment de l'église depuis le cimetière.

### Le cimetière
Seul vestige du sol médiéval de l'église, une dalle funéraire en calcaire, gravée, datant de 1274, a longtemps été exposée sur la façade ouest du bâtiment. Elle est conservée aujourd'hui à l'intérieur de l'église: identifiée en 2022, elle fut celle d'un chevalier, frère cadet d'Amaury de Meudon dont il porte les armes, fondateur de l'église, représenté avec haubert et cote d'armes,.
Le cimetière communal a accueilli en 1971 la tombe du peintre Léonard Foujita, qui avait résidé dans la commune les dernières années de sa vie. Sa dépouille a été transférée dans la chapelle Notre-Dame-de-la-Paix à Reims, en 2003, à la demande de sa veuve, Kimiyo Foujita. La tombe, devenue cénotaphe, est toujours visible: en pierre de granit rose surmontée d'un trèfle, en réalité une fleur de glycine, en référence aux armes de la famille Foujita dont le nom signifie en japonais "champ de glycines sauvages", mais aussi symbole de la Croix, en référence au baptême récent de Léonard Foujita. Une plaque a longtemps orné cette tombe, témoignant des liens que le peintre avait su tisser avec les villebâclais: "Le conseil municipal et les habitants de Villiers, à un homme de cœur".

## Héritage culturel et artistique

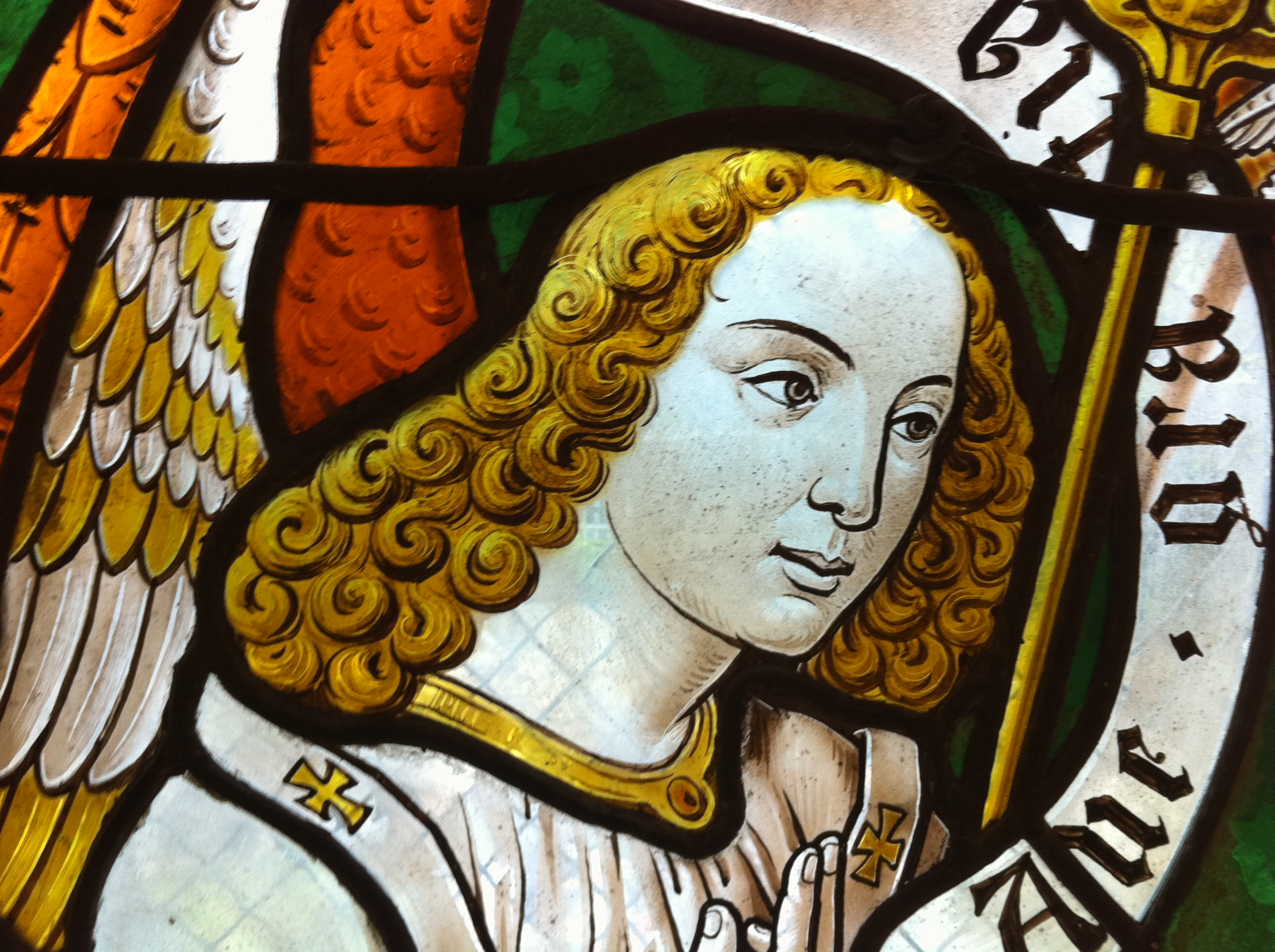
L'ange du vitrail de l'Annonciation (détail).

L'église Notre-Dame de l'Assomption de Villiers-le-Bâcle regroupe des œuvres d'art, datant du XVIIIe, XIXe et XXe siècle.

### XVIIIesiècle
- Les trois vitraux représentant le cycle de la Vierge.
- La chaire en bois sculptée (inscrite à l'inventaire des monuments historiques)
- Les peintures polychromes de style pompéien de la chapelle Saint-Louis.

### XIXesiècle
- Les peintures polychromes de style romano-byzantin, dans la nef et l'abside, réalisées par le curé Georges Scott en 1884.
- Un chemin de croix en peinture sur porcelaine, de l'atelier de Lucien Chovet, installé en 1859.

### XXesiècle
- Le vitrail de la Nativité, dessiné et offert par Paul Biver en 1914 (représenté comme un berger en adoration).
- Le vitrail de la chapelle Saint-Louis, commandé en 1995 par la municipalité à la mémoire du dédicataire de la chapelle, Louis IX, représenté en prière sous un chêne. Il est dû à l'atelier Gaudin.